# Margot Frank
Margot Betty Frank (n. 16 februarie 1926, Frankfurt am Main, Republica de la Weimar – d. februarie 1945, Lagărul de concentrare Bergen-Belsen, Statul Liber Prusia⁠(d), Germania Nazistă) a fost fiica cea mare a lui Otto Frank și Edith Frank și sora mai mare a Annei Frank. Ordinul de deportare a lui Margot emis de Gestapo a grăbit decizia familiei Frank de a se ascunde. Potrivit jurnalului surorii ei mai mici, Anne, Margot a ținut un jurnal personal, dar nu s-a găsit niciodată vreo urmă a acestuia. A murit în lagărul de concentrare Bergen-Belsen.

## Primii ani și educația
Margot Betti Frank, numită după mătușa maternă Bettina Holländer (1898-1914), s-a născut în Frankfurt, Germania, din părinți evrei, și a trăit în suburbiile exterioare ale orașului, cu părinții ei, Otto Frank și Edith Frank-Holländer, și, de asemenea, cu sora ei, Anne Frank, în primii ani de viață.
Ea a învățat la Școala Ludwig-Richter din Frankfurt până la numirea lui Adolf Hitler pe 30 ianuarie 1933 în funcția de cancelar al Germaniei, care a determinat o sporire a măsurilor antievreiești, printre care și expulzarea elevilor evrei din școlile neevreiești. Ca răspuns la creșterea valului de antisemitism, familia Frank a decis să-i urmeze pe ceilalți 63.000 de evrei care au părăsit Germania în acel an și să emigreze la Amsterdam, în Țările de Jos. Edith Frank-Holländer și fiicele ei s-au mutat în iunie 1933 la Aachen, unde locuia mama ei, până ce Otto Frank a găsit o locuință la Amsterdam. Margot și mama ei au plecat din Germania pentru a i se alătura pe 5 decembrie 1933, fiind urmate de Anne în februarie 1934. Margot a fost înscrisă la o școală elementară de pe Jekerstraat, aflată în apropiere de locuința lor din sudul Amsterdamului, și a obținut rezultate școlare excelente, până când legea antievreiască impusă la un an după invadarea Țărilor de Jos de către naziști în 1940 a determinat eliminarea ei din liceu și mutarea la un liceu evreiesc. Acolo ea a arătat conștinciozitatea și inteligența care o făcuseră remarcată în școlile anterioare și a fost amintită de foștii săi colegi ca o persoană virtuoasă, rezervată și foarte ascultătoare. În jurnalul ei, Anne a relatat situații în care mama lor a afirmat că ea o imită pe Margot și, deși ea a scris că-și admira sora în anumite privințe pentru că era frumoasă și inteligentă, Anne a căutat să-și definească propria ei individualitate, fără a urma un model. Margot este prezentată, de asemenea, ca având o relație mult mai bună cu mama ei și avea o natură tolerantă și mult mai modestă spre deosebire de Anne, care avea o fire hotărâtă și spunea adesea în mod direct ceea ce nu-i convenea.
În timp ce Anne a moștenit ambivalența tatălui ei față de Tora, Margot a urmat exemplul mamei sale și s-a implicat în viața comunității evreiești din Amsterdam. Ea a urmat cursuri de ebraică, a participat la slujbele religioase de la sinagogă și în 1941 s-a alăturat unui club sionist olandez pentru tinerii care doreau să emigreze în Eretz Israel pentru a fonda acolo un stat evreiesc, unde, potrivit lui Anne, ea își dorea să devină moașă.
Pe 5 iulie 1942, ea a primit o citație pentru a se prezenta la sediul SS cu scopul de a fi deportată într-un lagăr de muncă și s-a ascuns a doua zi împreună cu familia ei în clădirea companiei fondate de tatăl ei. Lor li s-au alăturat mai târziu alți patru refugiați evrei și au rămas ascunși timp de doi ani până când au fost trădați de cineva pe 4 august 1944.

## Arestarea și moartea
Împreună cu ceilalți ocupanți ai ascunzătorii, Margot Frank a fost arestată de Gestapo și reținută peste noapte în sediul lor înainte de a fi dusă în celula unei închisori din apropiere, unde a rămas trei zile. Cele opt persoane care se ascundeau au fost duse apoi cu trenul, pe 8 august, în lagărul de tranzit Westerbork. Din cauza faptului că familia Frank nu a răspuns la citația trimisă lui Margot în 1942 și s-a descoperit că se ascunsese, ei (împreună cu Fritz Pfeffer și cu familia Van Pels) au fost declarați criminali de către comandanții lagărului și deținuți în blocul disciplinar pentru a presta munci grele. Ei au rămas acolo până când au fost selectați pentru ultimul tren care a plecat de la Westerbork către Auschwitz pe 3 septembrie 1944. Margot și Anne au fost transferate în lagărul de concentrare Bergen-Belsen pe 30 octombrie, unde s-au îmbolnăvit amândouă de tifos în iarna anului 1944.
Margot Frank a murit cândva prin februarie 1945, la vârsta de 18 ani, din cauza tifosului. Câteva zile mai târziu, Anne a murit din cauza aceleiași boli. Janny Brandes-Brilleslijper și sora ei, Lientje, le-au îngropat împreună într-una din gropile comune ale lagărului; în august 1945, odată ce s-a întors în Olanda și s-a refăcut de pe urma tifosului, Janny i-a scris lui Otto Frank și l-a informat că cele două fiice ale sale au murit.
Otto Frank a fost singura persoană care a supraviețuit din cele opt care se ascunseseră în Anexa secretă. Când s-a întors la Amsterdam, el a primit de la Miep Gies jurnalul Annei, pe care l-a publicat mai târziu în amintirea ei. La fel ca și Anne, Margot Frank a scris de asemenea, un jurnal în perioada în care au trăit ascunși (Anne a menționat jurnalul surorii sale în propriul ei jurnal), dar jurnalul lui Margot nu a fost niciodată găsit. Cu toate acestea, mai mulți autori au scris jurnale atribuite lui Margot, precum romanul The Silent Sister de Mazal Alouf-Mizrahi. Scrisorile scrise de către ambele surori Frank unor prieteni prin corespondență americani au fost publicate în 2003. Buddy Elias (1925-2015) a fost verișorul Annei și ruda sa apropiată ce i-a supraviețuit cel mai mult.